# Daphniphyllum borneense
Daphniphyllum borneense là một loài thực vật có hoa trong họ Daphniphyllaceae. Loài này được Stapf miêu tả khoa học đầu tiên năm 1894.